# Falcidius diphtheriopsis
Falcidius diphtheriopsis är en insektsart som beskrevs av De Bergevin 1919. Falcidius diphtheriopsis ingår i släktet Falcidius och familjen sköldstritar. Inga underarter finns listade i Catalogue of Life.